# Modell Bianka
Modell Bianka ist eine deutsche Filmkomödie der DEFA von Richard Groschopp aus dem Jahr 1951. Ein Alternativtitel des Films lautet Contra.

## Handlung
Die beiden Mode-Unternehmen Saxonia und Berolina stehen im Wettbewerb miteinander. Ziel beider Unternehmen ist es, ein besonderes Kleidungsstück für die im März 1951 anstehende Leipziger Frühjahrsmesse zu kreieren. Umso frustrierter ist Modellzeichner Jochen Rauhut, als von Saxonia seine beiden Modellentwürfe, darunter das Modell „Bianka“, abgelehnt werden. Beide Modelle erscheinen nicht massentauglich genug. Zudem herrscht Materialknappheit, sodass verschwenderische Schnitte vor allem von Zuschneider Emil Klein gnadenlos zurechtgekürzt werden. Der Verkaufsstellenleiter der Saxonia Gerd Neumann reist mit Jochen kurze Zeit später nach Berlin, wo beide neue Stoffe für die Frühjahrskollektion kaufen wollen. Mehrfach kommt Jochen seinem Freund Gerd gegenüber auf die beiden abgelehnten Modelle zu sprechen und findet sogar einen Stoff, der sich für das Modell Bianka eignen würde, doch sieht Gerd die Priorität bei den Entwürfen, die tatsächlich hergestellt werden sollen. Frustriert begibt sich Jochen in eine Bar, wo er auf Hans Obermann trifft. Der stellt sich ihm als Maschinenmeister vor und Jochen schüttet ihm sein Herz aus. Er zeigt ihm die beiden abgelehnten Modelle und schenkt sie Hans kurzerhand, als der meint, seine Freundin würde sich die Kleider schneidern. Gerd wiederum erscheint und eröffnet Jochen, dass er es sich anders überlegt hat: Er will beide Modelle testweise anfertigen lassen. Er reagiert konsterniert, als Jochen meint, beide Modelle verschenkt zu haben.
Jochen weiß nicht, dass Hans als Maschinenmeister bei Berolina arbeitet. Hier ist er in die Schneiderin Hilde und Direktrice Ursel verliebt und schenkt beiden je einen Entwurf. Ursel ist begeistert, sei es doch genau der Schnitt und Stil, nach dem sie gesucht habe. Hans erzählt, wie er zu den Entwürfen gekommen ist, sodass beiden Frauen schweren Herzens beschließen, die Modelle nicht in Produktion zu geben, wissen sie doch nicht, wer sich hinter dem auf den Entwürfen befindlichen Symbol eines rauen Hutes verbirgt. Sie fertigen je ein Einzelstück der Modelle an. Als sie mit anderen Arbeitern des Betriebes ausgewählt werden, Winterferien im FDGB-Ferienheim Bergfrieden machen zu dürfen, ziehen beide ihre Modelle auf der Reise an. Auch Jochen, Gerd, Emil sowie die Jungarbeiter Inge und Fritz dürfen von Saxonia aus ins Winterlager fahren. Im Zug treffen beide Betriebe aufeinander und Jochen und Gerd erkennen die verschenkten Modellentwürfe an den beiden Frauen wieder. Sie wiederum bemerken schnell, dass Jochen Rauhut der Designer der Modelle ist. Man trennt sich im Streit. Gerd erklärt Jochen, dass er beide Modelle zurück zu Saxonia holen will, während sich Ursel, Hilde und Hans einig sind, dass Jochen zu Berolina kommen muss. Inge und Fritz hören beide Absprachen mit an.
Am Ende landen alle im selben FDGB-Heim und bewohnen Zimmer nebeneinander. Nach anfänglichem Ärger kommen sich Jochen und Hilde sowie Gerd und Ursel näher, fahren zusammen Ski und erklären, wie es zum Modellverschenken und -schneidern kam. Beide Betriebe lernen sich besser kennen, lernen voneinander und sind gar nicht mehr so verfeindet wie zu Beginn. Auf einer Fuchsjagd, bei der ein erfahrener Skifahrer allen anderen vorausfährt und seine Bommelmütze als zu eroberndes Pfand gilt, werden Jochen, Gerd, Ursel und Hilde vom Rest der Gruppe getrennt. Jochen und Ursel schlagen einen Weg ein, Gerd und Hilde einen anderen. Ursel macht Jochen deutlich, dass er nur bei Berolina sein Talent wirklich entfalten werden kann. Am Ende des Weges fällt sie hin und Jochen hilft ihr auf. Gerd und Hilde kommen dazu und glauben, dass sich beide geküsst haben. Alle vier trennen sich verstimmt. Auch beim Rest der Skifahrer herrscht Unmut. Da Mutter Krause für ihre Kinder daheim die Fähnchen am Wegesrand aufgesammelt hat, die den Verfolgern der Fuchsjagd als Orientierung dienen sollten, waren die Verfolger glücklos. Hans wiederum, dessen Ski gerissen war und der deswegen zu Fuß zurück ins Dorf lief, traf unterwegs zufällig auf den Fuchs-Läufer und nahm ihm die Mütze ab. Die Arbeiter der Saxonia vermuten Schummelei und sind erbost. Fritz und Inge eröffnen den Anwesenden nun, dass Berolina nur Jochen abwerben will, während Mutter Krause meint, Jochen und Gerd wollten doch nur die Modelle zurückhaben. Die beiden Pärchen Gerd und Ursel und Jochen und Hilde trennen sich im Streit. Alle treffen sich einige Zeit später auf der Leipziger Messe wieder. Ursel trägt das Modell Bianka und Jochen, der sich mit Hilde versöhnt und ihr einen Heiratsantrag macht, hat eine Idee. Gerd lockt Ursel auf den Laufsteg und präsentiert das Modell Bianka als eine Gemeinschaftsarbeit von Saxonia (Entwurf) und Berolina (Ausführung). Das Modell Bianka sorgt für Begeisterung und beide Betriebe haben erkannt, dass Wettbewerb nicht nur gegeneinander, sondern auch miteinander gehen kann.

## Produktion
Modell Bianka wurde 1951 im Studio Babelsberg, in Ost-Berlin und in Bärenfels im Erzgebirge gedreht. Die Kostüme schuf Gerhard Kaddatz, die Filmbauten stammen von Alfred Schulz und Wilhelm Vorwerg. Als Dramaturg war Helmut Spieß am Film beteiligt. Der Film erlebte am 15. Juni 1951 im Berliner DEFA-Filmtheater Kastanienallee seine Uraufführung. Am 5. Oktober 1953 lief der Film erstmals auf DFF 1 im Fernsehen der DDR und kam am 16. August 1993 erstmals auf ORB im gesamtdeutschen Fernsehen. Icestorm veröffentlichte Modell Bianka 2006 auf DVD.
Es war der erste Spielfilm, den Richard Groschopp allein für die DEFA realisierte, nachdem er bei Familie Benthin im Vorjahr bereits Co-Regie geführt hatte. Es war der vierte und letzte DEFA-Film, in dem Edith Hancke zu sehen war. Sie wurde eine populäre Nebendarstellerin in bundesdeutschen Filmkomödien.

## Kritik
Frank-Burkhard Habel schrieb, dass der Film den sozialistischen Wettbewerb humorvoll behandele, ohne sich jedoch über ihn lustig zu machen. Der film-dienst kritisierte die Komödie als „schablonenhaft“ und meinte, dass der Film „im Grunde […] nur die Idee des sozialistischen Wettbewerbs ans Publikum zu bringen versucht.“